# Antonia Jung
Antonia Jung (* 8. Jänner 1998 in Wien) ist eine österreichische Schauspielerin.

## Leben
Antonia Jung debütierte 2003, im Alter von fünf Jahren, als Köhlerkind in Der Alpenkönig und der Menschenfeind am Theater in der Josefstadt. Neben Schauspielunterricht und Stimmbildung erhielt sie auch Tanzunterricht. Von 2005 bis 2013 war sie im Kinderchor der Wiener Volksoper, wo sie unter anderem in Madama Butterfly und Carmen auf der Bühne stand und 2012 an den Carmina Burana mitwirkte.
2008 verkörperte sie auf der Schallaburg im Stück Unbefleckt die Rolle der Ivana und spielte beim Sommertheater Haag im Gespenst von Canterville die Rolle des Rob. 2009 gewann sie den ersten Platz der Jugend- und Kinderförderungsinitiative star.t im Bereich Schauspiel. An der Wiener Kammeroper wirkte sie in der Zauberflöte mit, am Theater an der Wien stand sie in Così fan tutte auf der Bühne. 2014/15 wirkte sie am Burgtheater im Rahmen der Jungen Burg in Madalyn und Reifeprüfung mit.
In der ORF/ARD-Miniserie Pregau – Kein Weg zurück verkörperte sie 2016 die Rolle der Sandra Bucher an der Seite von Maximilian Brückner und Ursula Strauss, die darin ihre Eltern spielten.
In der Saison 2016/17 war sie am Theater in der Josefstadt in der Uraufführung von Ödön von Horváths Niemand zu sehen. Zuvor trat sie dort 2011 in der Traumnovelle, 2012 in Geschichten aus dem Wiener Wald und 2013 in Aus Liebe auf. 2018 war sie am Wiener Schauspielhaus in der Uraufführung von Digitalis Trojana – Der See, die Stadt und das Ende von Bernhard Studlar und Tomas Schweigen als Kathi zu sehen. Davor wirkte sie an der vom Schauspielhaus produzierten Seestadt-Saga mit. Von 2018 bis 2021 besuchte sie die Schauspielschule Krauss.

## Filmografie (Auswahl)
- 2007: Weisse Lilien
- 2007: Warten auf den Mond
- 2008: Ex – Eine romantische Komödie – Eine Frage der Romantik (Fernsehserie)
- 2008: Liebe für Fortgeschrittene (Fernsehfilm)
- 2009: Operation Schwarze Blumen / Flores Negras
- 2010: Folge Mir
- 2011: Bauernopfer (Fernsehfilm)
- 2014: SOKO Donau – ...und raus bist du!
- 2015: Der Alte – Mord in den Alpen (Fernsehserie)
- 2016: Pregau – Kein Weg zurück (Mini-Serie)
- 2017: SOKO Donau – Himmel voller Sterne (Fernsehserie)
- 2018: SOKO Kitzbühel – M23 (Fernsehserie)
- 2021: Sargnagel – Der Film
- 2021: Todesurteil – Nemez und Sneijder ermitteln (Fernsehreihe)
- 2022: Tatort: Das Tor zur Hölle (Fernsehreihe)
- 2022: Broll + Baroni – Für immer tot (Fernsehfilm)
- 2023: Mandy und die Mächte des Bösen (Fernsehserie)